# Mahmud II. Seldžuk
Mahmud ibn Muhamed ibn Malik-šah, poznatiji kao Mahmud II (1104./1105. – 10. rujna 1131.) bio je sultan Seldžučkog Carstva koji je od 1118. do smrti vladao područjem današnjeg Iraka i zapadne Perzije.
Na prijestolje je došao kao sin sultana Muhameda I. U to vrijeme je seldžučka država bila pogođena feudalnom anarhijom, izazvanom stalnim dinastijskim sukobima. Na početku mu je najveći problem predstavljao njegov stric Ahmed Sandžar, koji je desetljećima prije samostalno vladao u Horasanu. Godine 1119. se s njime sukobio kod grada Sava, ali je posredovanjem majke sukob završen tako što je Mahmud svom stricu priznao vlast nad njegovim područjem i ime stavio na službene kovanice. Sljedeće godine je ustanak protiv njega digao brat Masud, ali je on ugušen; Mahmud je svog brata pomilovao.
Osim rodbine, Mahmud je vlast morao braniti i od bagdadskog abasidskog kalifa Al-Mustaršida, koji je nakon dugo vremena pokušao obnoviti stvarnu kalifsku vlast. Njega je porazio uz pomoć vojskovođe Zengija, kome je kao nagradu dao vlast nad Sirijom i sjevernim Irakom.
Mahmudova smrt 1131. je izazvala novi građanski rat, ovaj put između njegovog sina Davuda, Masuda i atabega Togrula II.